# 鮑丙辰

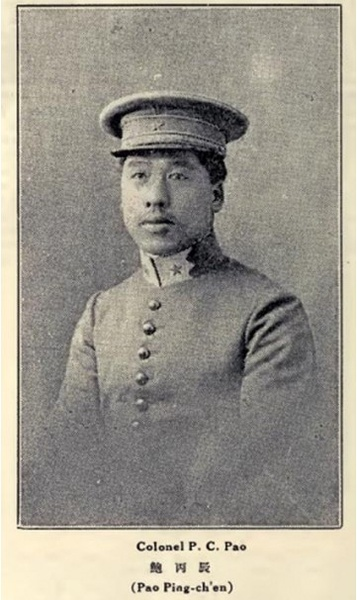

鲍丙辰（1889年—？），直隶万县人，中国近代军事将领。

## 生平
1907年，被清廷选派法国留学，1911年改学飞机驾驶技术，1914年，学成回国，在南苑航空学校担任飞行教官。江浙战争爆发前夕，直系利用手中控制的北京南苑航空学校，命令该校教育长蒋逵组织中央临时航空队。任命蒋逵为中央临时航空队队长，徐国一、米嘉禾、谢鸣皋等任飞行员，执行作战任务。当时中央临时航空队驻扎苏州，与江苏航空队组成统一指挥部，由鲍丙辰任指挥官，共有飞行员8人、轰炸机8架。1923年11月担任航空督办军事厅厅长。